# Al-Fashn
Al-Fashn es un distrito de la gobernación de Beni Suef, Egipto. En julio de 2021 tenía una población estimada de 512 242 habitantes.
Se encuentra ubicado cerca de la ribera oeste del río Nilo, a unos 115 km al sur de El Cairo.